# 格鲁吉亚军用道路

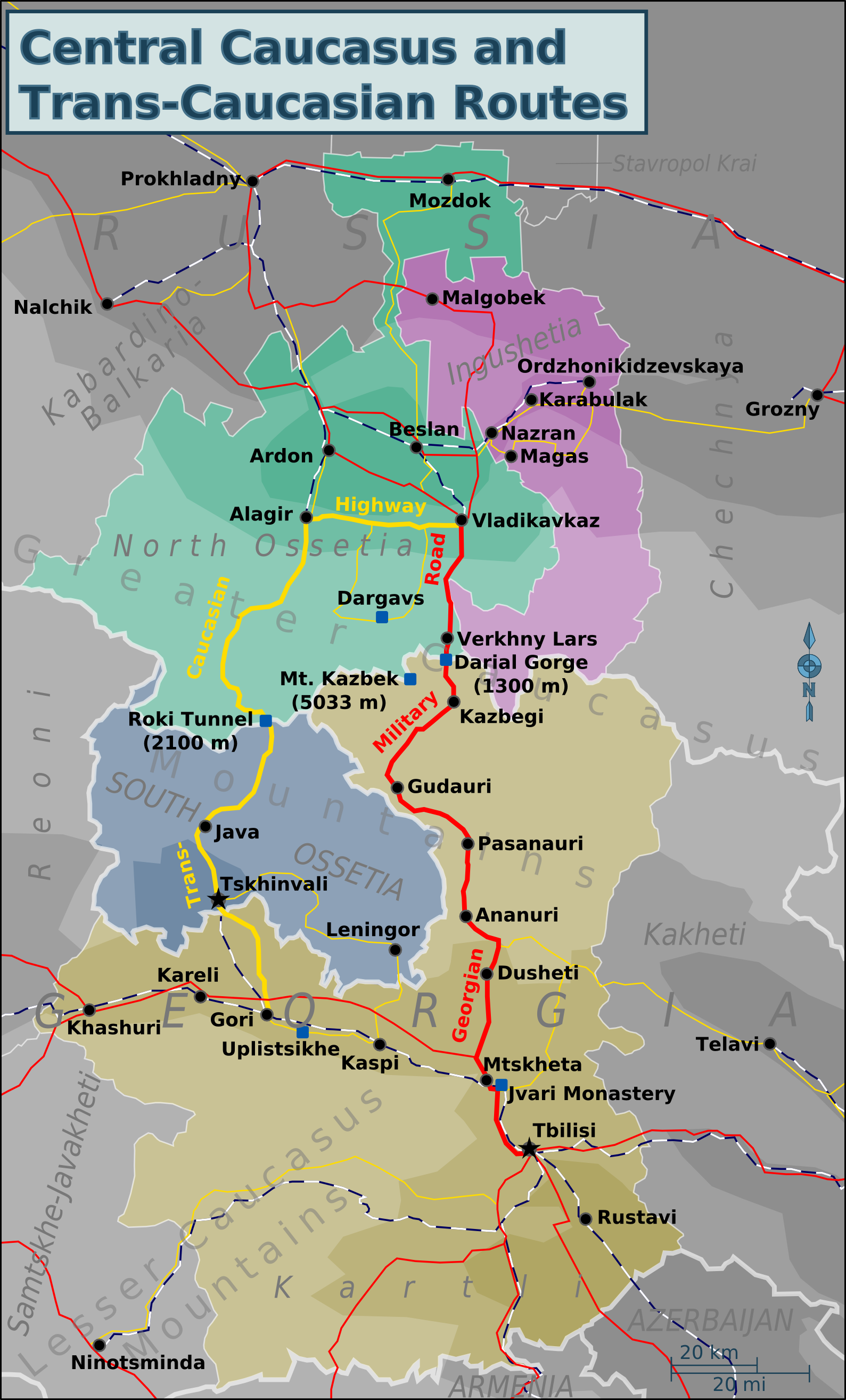
高加索中部和泛高加索道路图，粗红线为格鲁吉亚军用道路

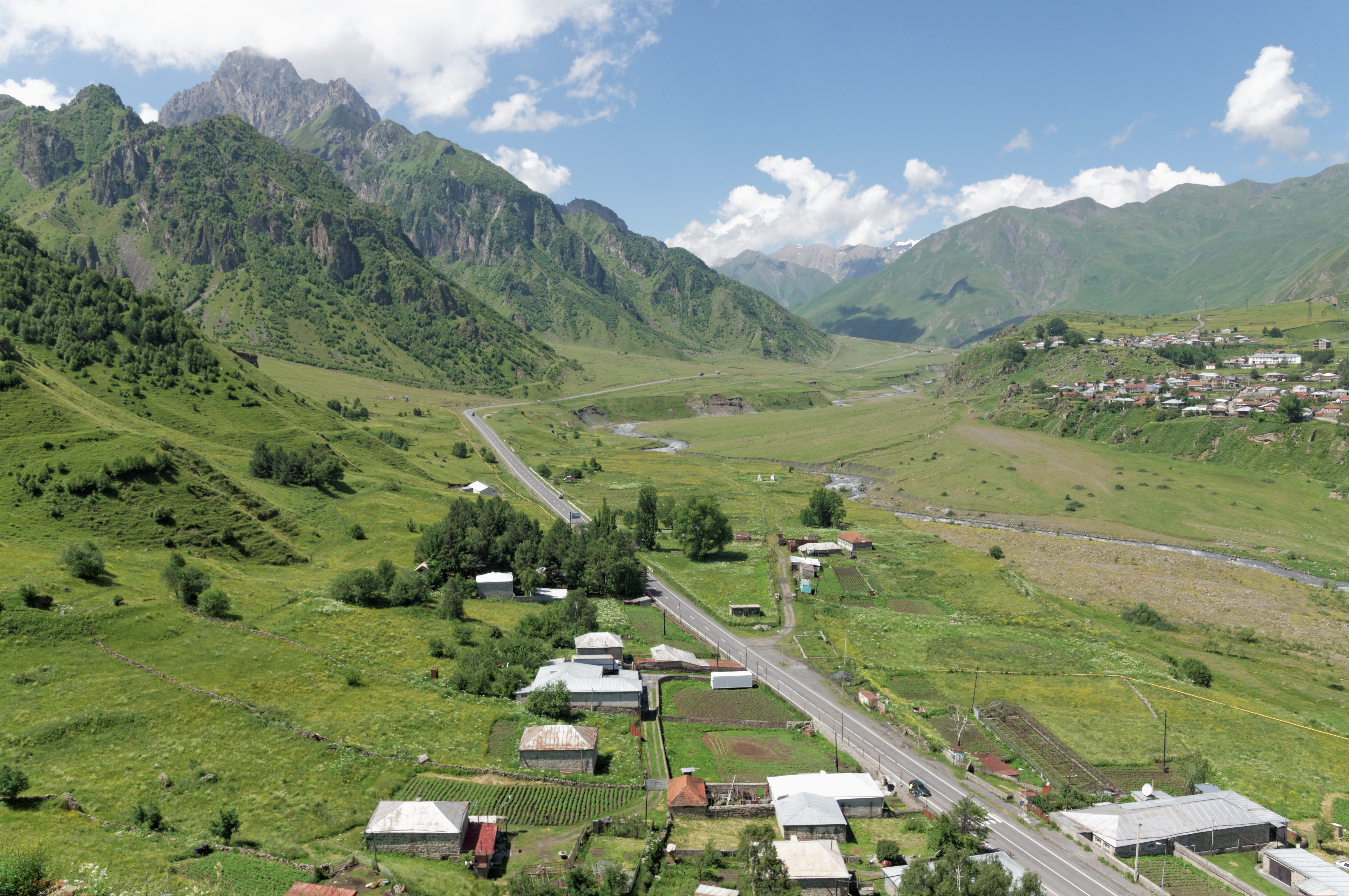
格魯吉亞軍用道路

格魯吉亞軍用道路，是一處穿越高加索從格魯吉亞到俄羅斯的道路。該路在1799年由俄國人開始建造，並在1863年完工。起終點位於提比里斯和弗拉季高加索，總長220公里，也是唯一穿越高加索山脈通往俄羅斯的道路。該路自啟用開始至今，由於路況危險，曾被列為全世界40大危險公路。

格鲁吉亚军用道路
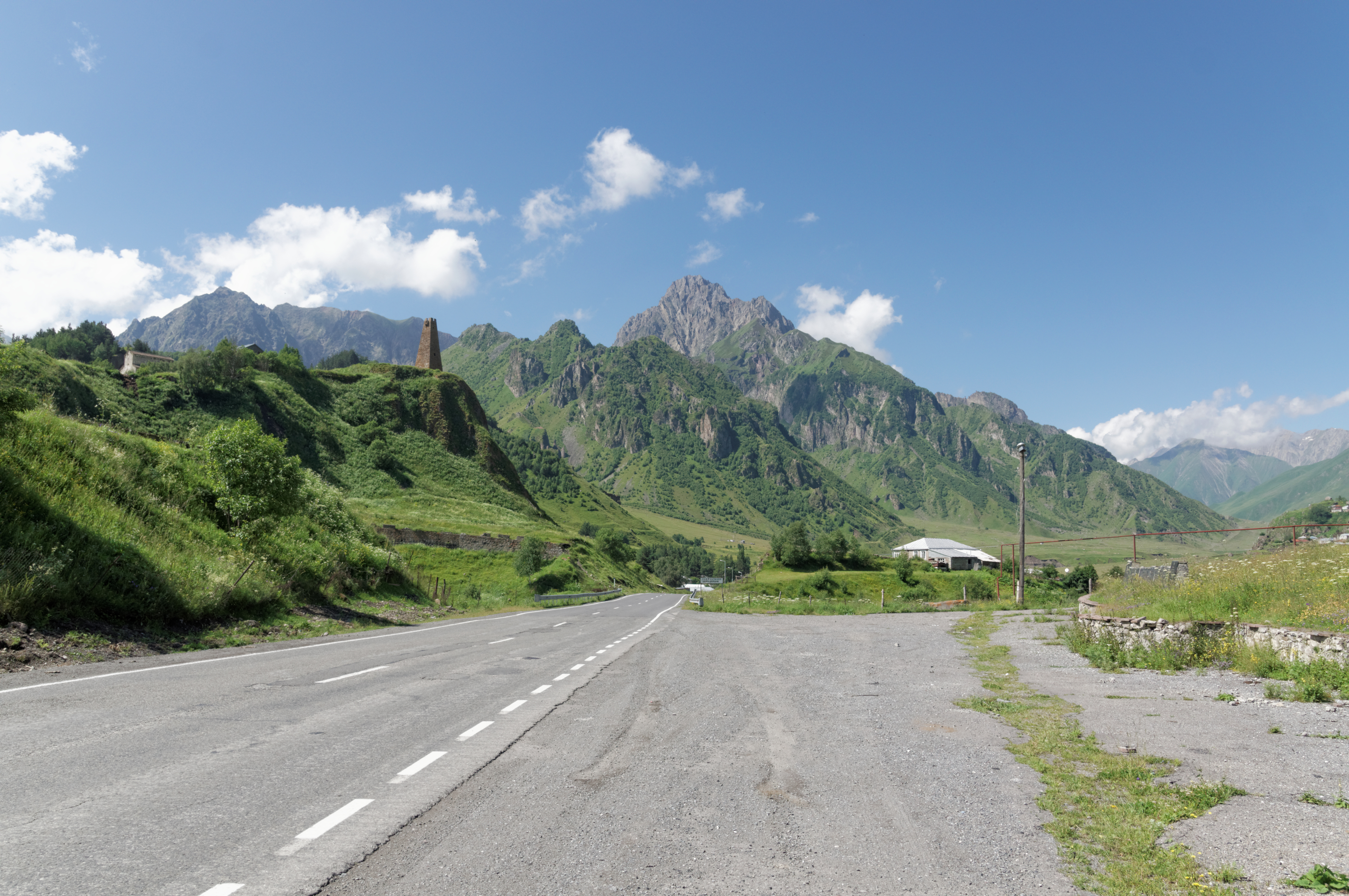
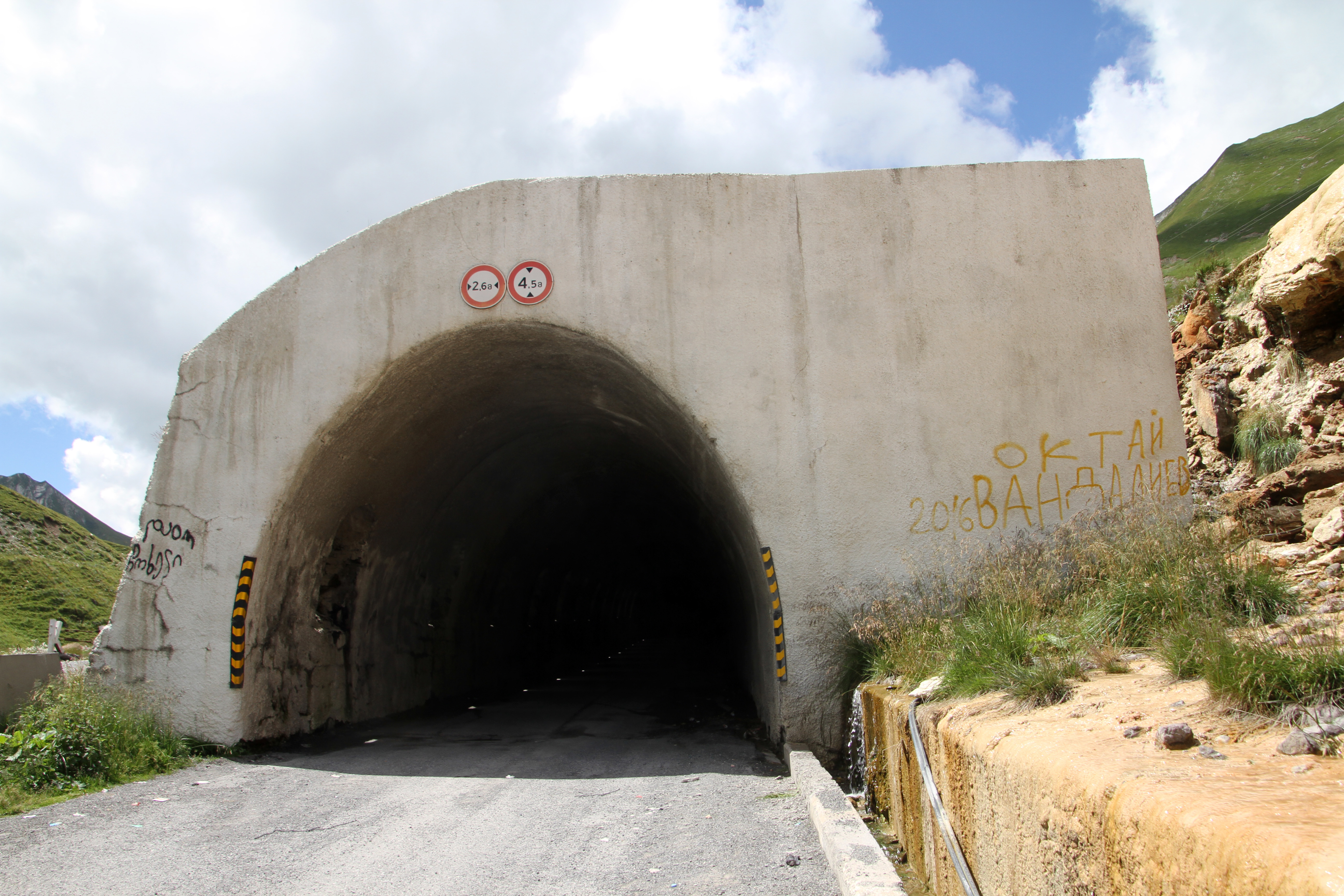
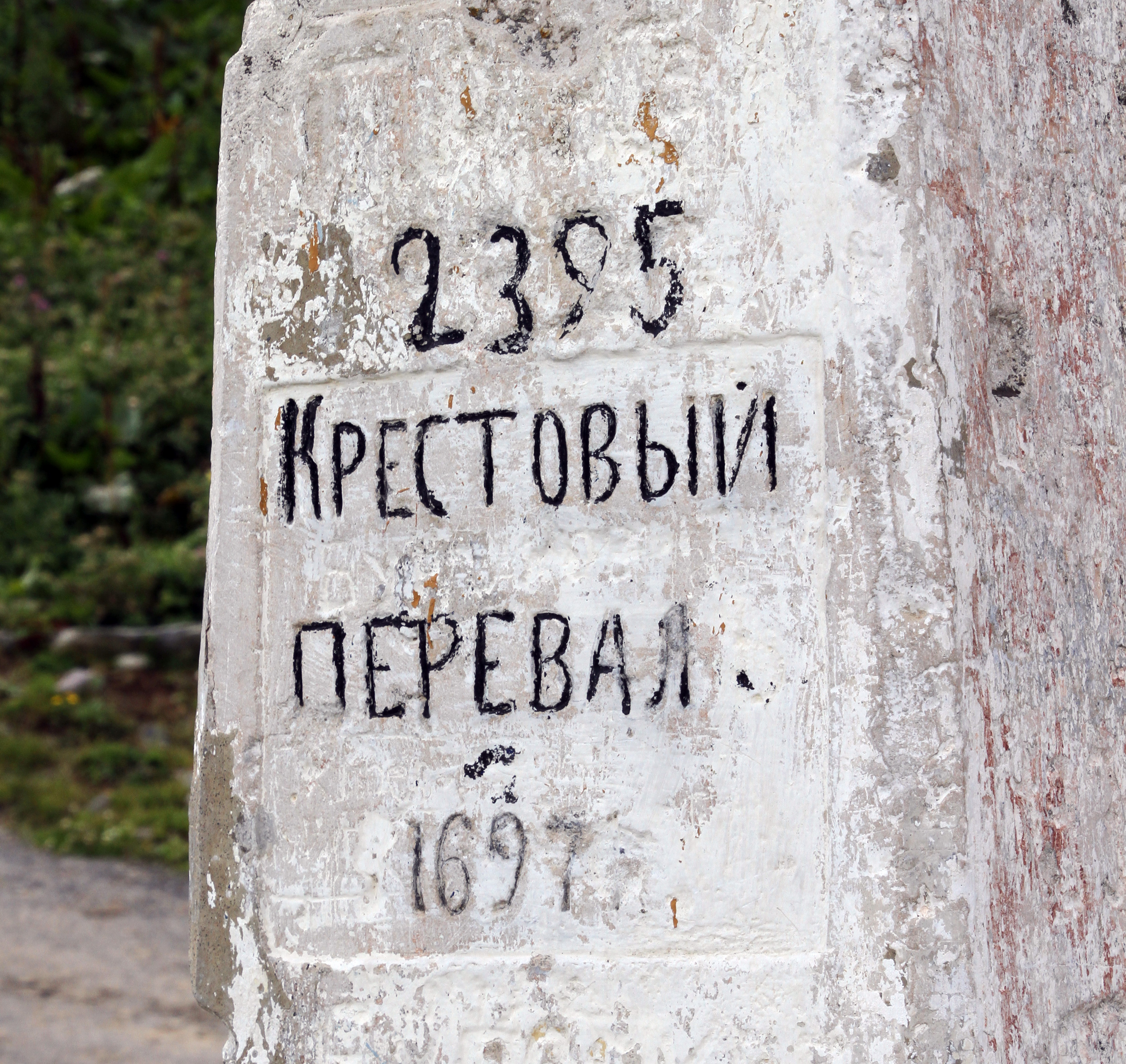
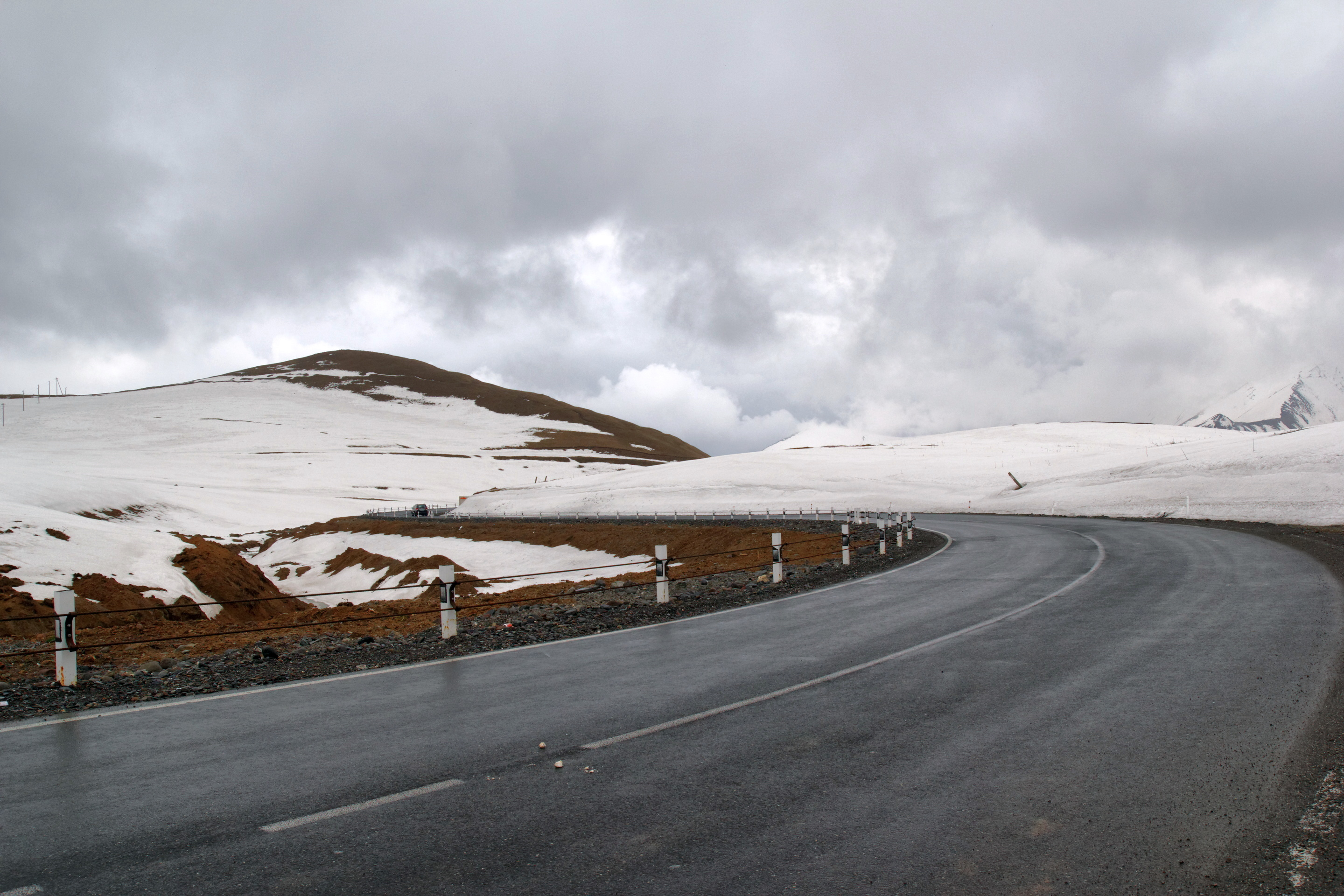
该道路最高处，摄于五月份
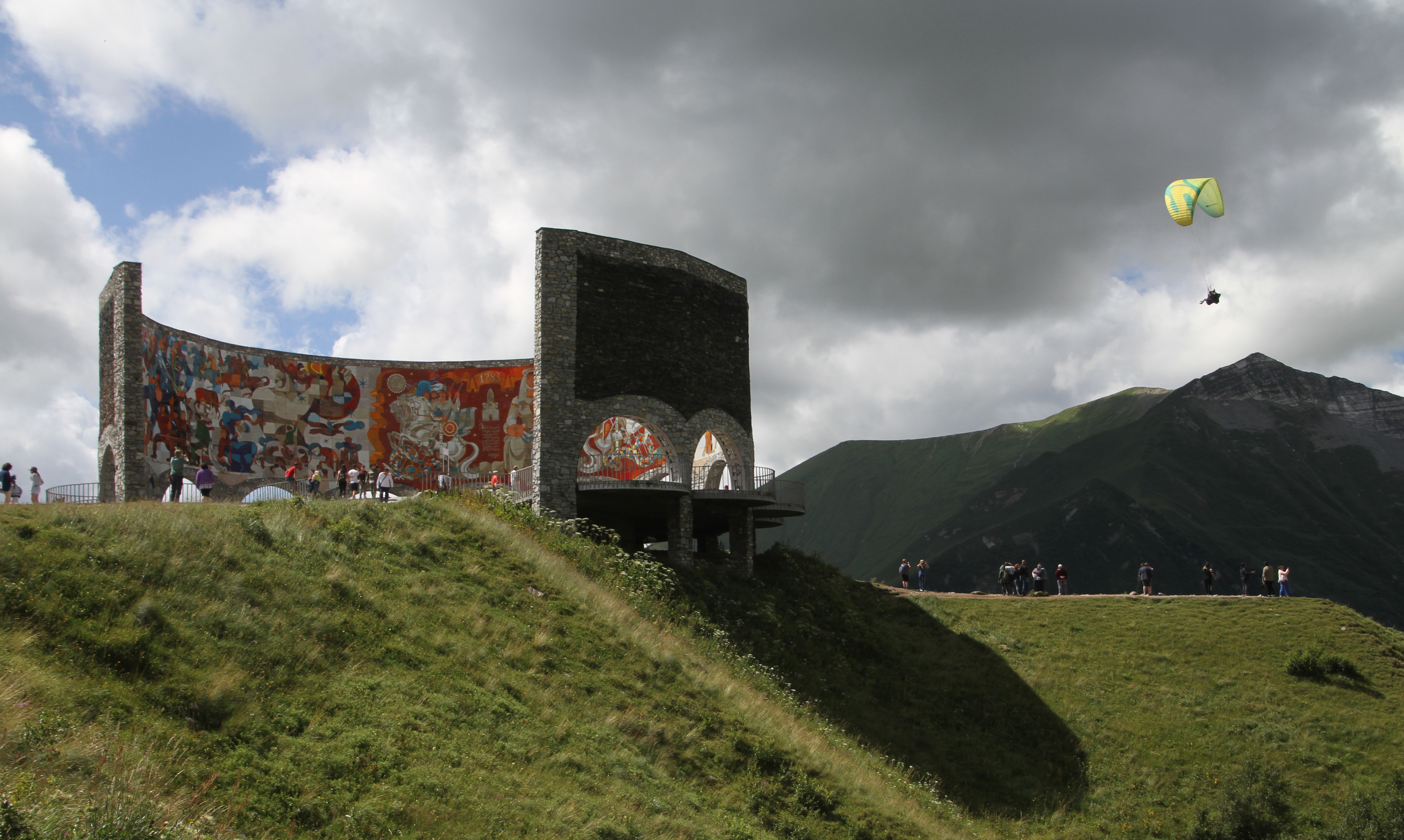

## 腳註
1. ↑  （英文） . Tailor-Made Holidays. 日期不明  [2009-12-06]. （原始内容存档于2008-11-20）.
2. ↑  （英文） . Juice Mag. 2008-06-06  [2009-12-06]. （原始内容存档于2009-03-24）.

## 外部連結
- （英文）格魯吉亞軍用道路位置圖（內有地圖跟文字介紹）